# Die Kraniche ziehen
Die Kraniche ziehen (russisch Летят журавли / Letjat schurawli; alternativer deutscher Verleihtitel: Wenn die Kraniche ziehen) ist ein sowjetischer Spielfilm des Studios Mosfilm aus dem Jahre 1957. Das zur Zeit des Deutsch-Sowjetischen Kriegs spielende Melodram entstand unter der Regie des georgischen Regisseurs Michail Kalatosow. Als literarische Vorlage diente das bereits 1943 entstandene Drama Die ewig Lebenden (Вечно живые) von Wiktor Rosow, der auch das Drehbuch für den Film verfasste. Die Kraniche ziehen gewann bei den Filmfestspielen von Cannes 1958 die Goldene Palme.
In der DDR sahen den Film 2.836.058 Besucher, davon 347.986 in Ost-Berlin.

## Handlung
Der Film beginnt 1941 in Moskau, kurz vor dem deutschen Überfall auf die Sowjetunion. Boris und Weronika sind ein Liebespaar, sie lässt sich von ihm „Eichhörnchen“ nennen und die beiden beobachten den Zug der Kraniche über der Stadt. Nach dem Ausbruch des Krieges meldet sich Boris freiwillig an die Front und wird am Tag vor Weronikas Geburtstag eingezogen. Ihr gelingt es nicht, sich von ihm zu verabschieden, und Boris kann ihr nur sein Geburtstagsgeschenk, ein Spielzeug-Eichhörnchen, hinterlassen.
Bei einem Bombenangriff werden Weronikas Eltern getötet, und an der Stelle ihrer Wohnung klafft nur noch ein Loch. Weronika wird von Boris’ Familie aufgenommen. Boris’ Vater Fjodor Iwanowitsch ist Arzt, außerdem leben noch Boris’ Schwester Irina, sein Cousin, der Pianist Mark, und die Großmutter in der Wohnung. Mark war schon immer in Weronika verliebt und nutzt die Abwesenheit von Boris, um Weronika während eines Bombenangriffs zu vergewaltigen. Sie willigt ein, ihn zu heiraten. Währenddessen fällt Boris an der Front, nachdem er seinen verwundeten Kameraden Wolodja gerettet hat. Weronika erfährt aber nichts von seinem Tod und hält ihn weiterhin für vermisst.
Die Familie wird nach Sibirien evakuiert; Fjodor Iwanowitsch leitet dort ein Lazarett, in dem auch Irina und Weronika arbeiten. Weronika spricht mit der Geschichtslehrerin Anna Michailowna über ihren verlorenen Lebensmut. Als sie im Lazarett den Schmerz eines Verwundeten über seine Verlobte miterlebt, die in seiner Abwesenheit einen anderen geheiratet hat, will Weronika sich umbringen, rettet aber stattdessen zufällig einen kleinen Jungen vor einem Verkehrsunfall. Er heißt Boris („Borja“) und sie nimmt ihn bei sich auf.
Als Tschernow, der Leiter der Philharmonie, Fjodor Iwanowitsch um einen Gefallen bitten will, stellt sich heraus, dass Mark nur aufgrund einer Schmiergeldzahlung an Tschernow vom Fronteinsatz freigestellt worden war. Sein Onkel wirft ihn daraufhin aus dem Haus, bittet aber Weronika zu bleiben. Der von Boris gerettete Wolodja taucht auf, doch Weronika ist nicht überzeugt, dass Boris wirklich tot ist.
Erst als Weronika bei der Rückkehr der Soldaten zur Siegesparade in Moskau nach dem Krieg auf dem Bahnhof Boris’ Freund und Frontkameraden Stepan wiedertrifft, kann sie Boris’ Tod akzeptieren und bricht in heilloses Schluchzen aus. Stepan hält darauf eine kurze, aber kraftvolle Rede zum Gedächtnis an alle, die nicht zurückkehrten. Die für Boris mitgebrachten Blumen verteilt Weronika an zurückgekehrte Soldaten.

## Hintergrund
Die Kraniche ziehen war nach Friedrich Ermlers Die große Wende (1946) der zweite sowjetische Film, der die Goldene Palme in Cannes gewann. Er repräsentiert eine Phase des sowjetischen Kinos, die in der Tauwetter-Periode nach dem Tod Stalins (1953) und dem XX. Parteitag der KPdSU (1956) einsetzte und zu deren Klassikern außerdem noch Filme wie Grigori Tschuchrais Die Ballade vom Soldaten (1959), Michail Romms Neun Tage eines Jahres (1962) und Andrei Tarkowskis Iwans Kindheit (1962) gezählt werden.
Neben dem Hauptpreis des Wettbewerbs erhielt der Film in Cannes auch den Technikpreis; zudem wurde eine „lobende Erwähnung“ der Jury für die Hauptdarstellerin Tatjana Samoilowa ausgesprochen. 1959 erhielt Samoilowa außerdem den Étoile de Cristal als beste ausländische Darstellerin. Die Evangelische Filmgilde kürte den Film im Juli 1958 zum Film des Monats.
Kalatosows Film ist geprägt durch die expressive, teilweise mit der Handkamera realisierte Arbeit des Kameramanns Sergei Urussewski, mit dem Kalatosow bereits 1955 bei Der erste Zug (Первый эшелон) zusammengearbeitet hatte. Auch die nächsten beiden Arbeiten Kalatosows, der wiederum mit Tatjana Samoilowa besetzte Ein Brief, der nie ankam (1959) und der auf Spanisch gedrehte Ich, Kuba (auch als Ich bin Kuba; 1964), waren stark von Urussewskis Stil, der von der Kritik als „emotionale Kamera“ bezeichnet wurde, geprägt. Besonders der erst in den 1990er Jahren dank Martin Scorsese und Francis Ford Coppola international wiederentdeckte Ich, Kuba wird mittlerweile als Klassiker des Kinos angesehen.

## Kritiken
„[Kalatosow] greift auf filmische Stilmittel zurück, die in der Zeit von Pudowkins und Dowschenkos heroischen Revolutionsfilmen populär waren. […] Dank [seiner] Regie und der exzellenten […] Samoilowa […] übermittelt der Film ein äußerst starkes Gefühl von Anteilnahme.“

„Ein zeitloses, erschütterndes Melodram, das auch den abgeklärtesten Zuschauer mit feuchten Augen zurücklässt.“

„Der sensibel gestaltete Film [verdankt seine] Wirkung […] vor allem seiner selbstkritisch-patriotischen Sicht bei nur geringer politischer Lehrhaftigkeit sowie der wunderbaren Kameraarbeit.“

„Ein bewegendes Zeugnis warmer Menschlichkeit, ein filmisches und darstellerisches Meisterwerk. Ab 16 sehr zu empfehlen.“

## Synchronisation

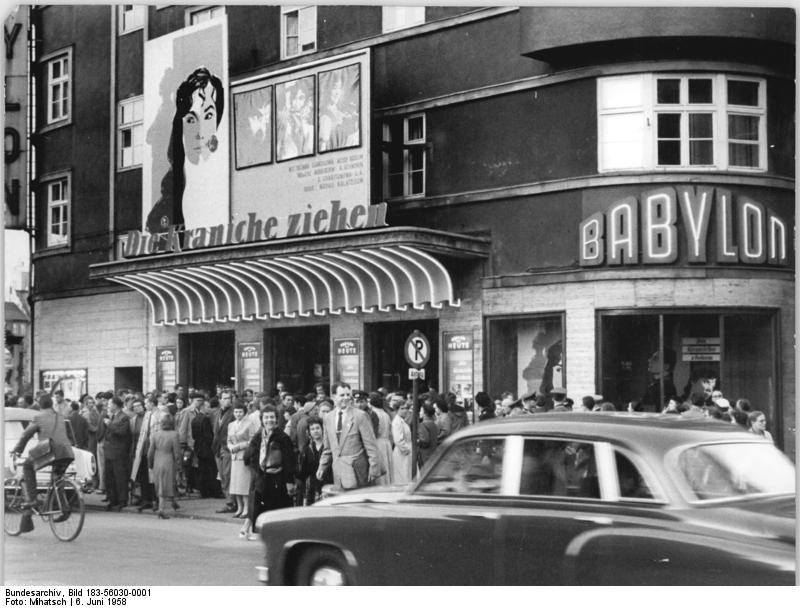
Vor Beginn der Premiere im Kino Babylon

Die deutsche Synchronfassung der DEFA wurde am 6. Juni 1958 unter dem Titel Die Kraniche ziehen in Ost-Berlin uraufgeführt. Das Synchrondrehbuch schrieb Wito Eichel, für die Dialogregie war Helmut Brandis verantwortlich.
| Rolle              | Deutscher Sprecher     |
| ------------------ | ---------------------- |
| Weronika           | Eva-Maria Hagen        |
| Boris              | Horst Schön            |
| Fjodor Iwanowitsch | Hans Wehrl             |
| Mark               | Rainer Brandt          |
| Irina              | Erika Müller-Fürstenau |
| Stepan             | Helmut Müller-Lankow   |
| Großmutter         | Maria Hofen            |
| Wolodja            | Manfred Borges         |
| Tschernow          | Karl Eugen Lehnkering  |
| Anna Michailowna   | Marga Legal            |

In der BRD wurde eine alternative Synchronfassung hergestellt und unter dem Titel Wenn die Kraniche ziehen am 22. Juli 1958 in die Kinos gebracht.

## Veröffentlichungen
Die im September 2005 von Icestorm Entertainment veröffentlichte DVD enthält die DEFA-Synchronfassung ohne russische Tonspur. Eine DVD mit russischem Originalton ist seit April 2002 in der amerikanischen Criterion Collection erhältlich. Lange Zeit lieferte die 2005 von Крупный План auf dem russischen Markt veröffentlichte DVD-Fassung die beste Bildqualität, die auch mit deutschen Untertiteln bei trigon-film erhältlich ist. Im Jahr 2018 stellte das Filmstudio Mosfilm eine restaurierte HD-Fassung des Films vor, die anschließend auf dem YouTube-Kanal des Konzerns hochgeladen wurde. Diese HD-Fassung ist bislang noch nicht mit deutschen Untertiteln oder in einer der deutschen Synchronfassungen erhältlich.

## Belege
1. ↑   Freigabebescheinigung für Die Kraniche ziehen. Freiwillige Selbstkontrolle der Filmwirtschaft, Juli 2005 (PDF; Prüfnummer: 17 150 DVD).
2. ↑  Thomas Lindenberger. Massenmedien im Kalten Krieg: Akteure, Bilder, Resonanzen. Böhlau Verlag, 2006. ISBN 978-3-412-23105-7. S. 92.
3. ↑  Heiner Timmermann. Das war die DDR. Lit, 2004. ISBN 978-3-8258-8167-2. S. 662.
4. ↑  http://www.criterion.com/current/posts/200
5. ↑  http://movies.nytimes.com/movie/review?_r=1&res=9C01E6D91E38E333A25751C2A9659C946191D6CF (im Original: Mikhail Kalatozov, the director, has harked back to a cinematic style that was popular in the days when Pudovkin and Dovzhenko were making heroic revolutionary films. […] Thanks to Mr. Kalatozov’s direction and the excellent performance Tatyana Samoilova gives as the girl, one absorbs a tremendous feeling of sympathy from this film.)
6. ↑  Archivlink (Memento vom 7. November 2011 im Internet Archive) (im Original: […] it’s the kind of timeless, devastating melodrama that can leave the most jaded of audience members moist-eyed.)
7. ↑  Die Kraniche ziehen. In: Lexikon des internationalen Films. Filmdienst, abgerufen am 3. Juli 2017.
8. ↑  Evangelischer Presseverband München, Kritik Nr. 510/1958
9. ↑  http://www.eva-maria-hagen.de/Ostzeit/Die_Kraniche_ziehen.shtml
10. ↑  http://vobzor.com/page.php?id=758
11. ↑  http://www.dvdbeaver.com/film/dvdcompare/cranes.htm
12. ↑  https://www.trigon-film.org/fr/movies/Kraniche_ziehen
13. ↑  Летят журавли. Abgerufen am 17. Oktober 2019 (deutsch).